# Liste der Biografien/Gern
Liste der Biografien |
Portal Biografien |
Personensuche
# |
A |
B |
C |
D |
E |
F |
G |
H |
I |
J |
K |
L |
M |
N |
O |
P |
Q |
R |
S |
T |
U |
V |
W |
X |
Y |
Z |
?
 
Ga |
Gb |
Gc |
Gd |
Ge |
Gf |
Gh |
Gi |
Gj |
Gk |
Gl |
Gm |
Gn |
Go |
Gp |
Gq |
Gr |
Gs |
Gu |
Gv |
Gw |
Gy |
Gz
 
Gea |
Geb |
Gec |
Ged |
Gee |
Gef |
Geg |
Geh |
Gei |
Gej |
Gek |
Gel |
Gem |
Gen |
Geo |
Gep |
Ger |
Ges |
Get |
Geu |
Gev |
Gew |
Gex |
Gey |
Gez
 
Gera |
Gerb |
Gerc |
Gerd |
Gere |
Gerf |
Gerg |
Gerh |
Geri |
Gerk |
Gerl |
Germ |
Gern |
Gero |
Gerp |
Gerr |
Gers |
Gert |
Geru |
Gerv |
Gerw |
Gery |
Gerz
Die Liste der Biografien führt alle Personen auf, die in der deutschsprachigen Wikipedia einen Artikel haben. Dieses ist eine Teilliste mit 104 Einträgen von Personen, deren Namen mit den Buchstaben „Gern“ beginnt.

## Gern
- Gern, Albert (1789–1869), deutscher Theaterschauspieler
- Gern, Alfons (1944–2010), deutscher Rechtswissenschaftler
- Gern, Johann Georg (1757–1830), deutscher Opernsänger
- Gern, Ottomar (1827–1882), russischer Militäringenieur und U-Boot-Bauer
- Gern, Wolfgang (* 1951), deutscher lutherischer Theologe

### Gerna
- Gerna, Aldo (* 1931), italienisch-brasilianischer Ordensgeistlicher, emeritierter römisch-katholischer Bischof von São Mateus
- Gernaey, Léopold (1927–2005), belgischer Fußballtorhüter
- Gernand von Brandenburg († 1241), Bischof von Brandenburg
- Gernand, Heinrich (* 1907), deutscher Politiker (NSDAP)
- Gernandt, Alex (* 1965), deutscher Journalist, Autor und ehemaliger Chefredakteur der Bravo
- Gernandt, Hartwig (* 1943), deutscher Physiker und Polarforscher
- Gernandt, Karl (* 1960), deutscher Manager
- Gernandt, Michael (* 1939), deutscher Sprinter und Sportjournalist
- Gernandt, Tygo (* 1974), niederländischer Schauspieler

### Gernb
- Gernbauer, Karolina (* 1962), deutsche Juristin und bayerische Verwaltungsbeamtin

### Gernd
- Gerndt, Alexander (* 1986), schwedischer Fußballspieler
- Gerndt, Alfred (1890–1918), deutscher Lehrer und Dichter
- Gerndt, Helge (* 1939), deutscher Volkskundler
- Gerndt, J. J. (* 1959), deutscher Filmkomponist

### Gerne
- Gernegroß, Falk (* 1973), deutscher Maler
- Gernentz, Hans-Joachim (1918–1997), deutscher Sprachwissenschaftler
- Gerner Nielsen, Elsebeth (* 1960), dänische Politikerin
- Gerner, Erich (1906–1992), deutscher Jurist und Rechtshistoriker
- Gerner, Fritz (1906–1945), deutscher Bildhauer und Zeichner
- Gerner, Hans (1893–1946), deutscher Lehrer und Karikaturist
- Gerner, Hans Jürgen (* 1941), deutscher Orthopäde, Rehabilitationswissenschaftler und Hochschullehrer
- Gerner, Joachim (* 1981), österreichischer Koch
- Gerner, Jürgen (* 1952), deutscher Ingenieur
- Gerner, Kristian (* 1942), schwedischer Historiker, Autor, Osteuropa-Experte und Professor
- Gerner, Leonhard (* 2000), österreichischer American-Football-Spieler
- Gerner, Manfred (* 1939), deutscher Architekt und Denkmalpfleger
- Gerner, Marie (1843–1928), deutsch-schweizerische Schriftstellerin
- Gerner, Rolf (* 1941), deutscher Maler, Grafiker und Zeichner
- Gerner, Viktoria (* 1989), liechtensteinische Fussballspielerin
- Gerner, Willi (1939–2008), deutscher Gewerkschafter
- Gerner, Yvette (* 1967), deutsche Journalistin, Intendantin von Radio Bremen
- Gerner-Beuerle, Maurus (1903–1982), deutscher evangelischer Theologe, Pastor und Mundartdichter
- Gerner-Wolfhard, Gottfried (* 1940), deutscher evangelischer Theologe und Oberkirchenrat
- Gernerd, Fred Benjamin (1879–1948), US-amerikanischer Politiker
- Gernert, Axel (* 1956), deutscher Unternehmer und American-Football-Funktionär
- Gernert, Dörte (* 1944), deutsche Historikerin
- Gernert, George, Gerichtsprimus und Dorfrichter in Rochlitz an der Iser (1657–1682)
- Gernert, Lutz, deutscher American-Football-Spieler
- Gernert, Melanie (* 1987), deutsche Volleyball- und BeachvolleyballspielerinMelanie Gernert (* 1987)

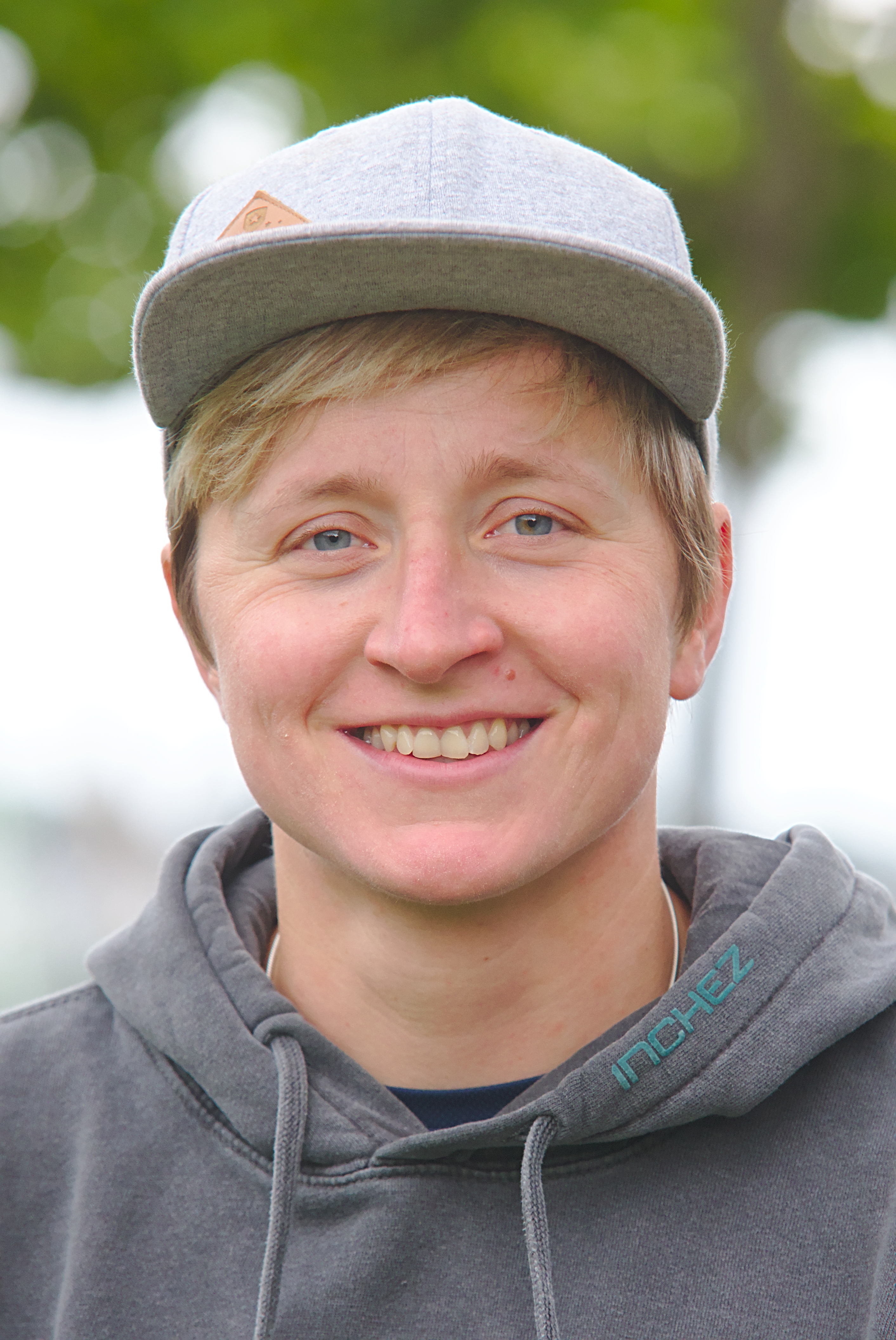
Melanie Gernert (* 1987)

- Gernert, Petrus (1882–1949), deutscher römisch-katholischer Ordensmann, Missionar und Märtyrer
- Gernerth, Franz von (1821–1900), österreichischer Komponist und Musikschriftsteller
- Gernes, Poul (1925–1996), dänischer Künstler
- Gernet, Adam von (1878–1944), deutsch-baltischer Freiherr, Geodät, Hydrograph und Marineoffizier
- Gernet, Adolph von (1863–1942), Metallurg
- Gernet, Axel von (1865–1920), deutschbaltischer Historiker
- Gernet, Jacques (1921–2018), französischer Sinologe
- Gernet, Joachim (1648–1710), deutscher Jurist und Politiker, Bürgermeister von Reval
- Gernet, Katharina (* 1967), deutsche Ethnologin
- Gernet, Louis-Jules (1882–1962), Altphilologe
- Gernet, Lukas (* 1987), Schweizer Jazz- und Volksmusiker (Piano, Komposition)
- Gernet, Marie (1865–1924), deutsche Mathematikerin
- Gernet, Michail Nikolajewitsch (1874–1953), russischer und sowjetischer Kriminologe und Rechtshistoriker
- Gernet, Nadeschda Nikolajewna (1877–1943), russisch-sowjetische Mathematikerin und Hochschullehrerin
- Gerneth, Gustav (1905–2019), deutscher Supercentenarian, ältester lebender Mann
- Gernez, André (1923–2014), französischer Arzt
- Gernez, Paul-Élie (1888–1948), französischer Maler, Aquarellist, Grafiker und Illustrator

### Gerng
- Gerngros, Ludwig von (1839–1916), deutscher Kaufmann und Mäzen
- Gerngroß, Alexander Rodionowitsch (1813–1904), russischer Bergbauingenieur
- Gerngroß, Alfred (1896–1944), deutscher Widerstandskämpfer gegen den Nationalsozialismus
- Gerngroß, Alfred Abraham (1844–1908), deutsch-österreichischer Kaufmann und Warenhausbesitzer
- Gerngroß, Hans († 1564), württembergischer Maler
- Gerngross, Heidulf (* 1939), österreichischer Architekt
- Gerngroß, Michael (* 1977), deutscher Maler der Farbraummalerei
- Gerngroß, Robert (* 1913), deutscher Fußballspieler
- Gerngroß, Rudolf (1898–1945), deutscher Widerstandskämpfer gegen den Nationalsozialismus
- Gerngross, Rupprecht (1915–1996), deutscher Jurist, Anführer der „Freiheitsaktion Bayern“

### Gernh
- Gernhard, August Gotthilf (1771–1845), deutscher Lehrer und Altphilologe
- Gernhard, Viktor (1923–2014), deutscher Marinemaler und Illustrator
- Gernhardt, Horst (1923–1994), deutscher Fußballspieler
- Gernhardt, Leopold (1920–2013), österreichischer Fußballspieler und -trainer
- Gernhardt, Ludwig (1882–1937), deutscher Heimatforscher
- Gernhardt, Michael L. (* 1956), US-amerikanischer Astronaut
- Gernhardt, Robert (1937–2006), deutscher Schriftsteller, Dichter Zeichner und MalerRobert Gernhardt (1937–2006)

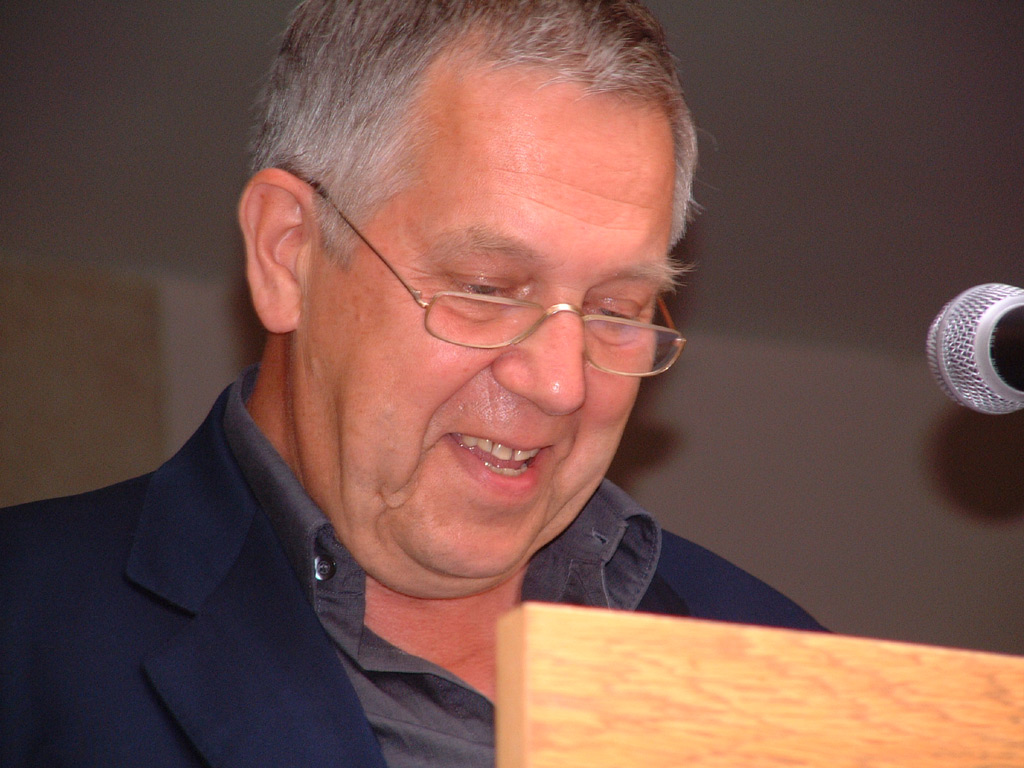
Robert Gernhardt (1937–2006)

- Gernhöfer, Gerhard (* 1942), deutscher Handballspieler
- Gernhuber, Joachim (1923–2018), deutscher Rechtswissenschaftler und Hochschullehrer
- Gernhuber, Klaus (* 1929), deutscher Jazzmusiker (Kontrabass)

### Gerni
- Gerniers, Alix (* 1993), belgische Hockeyspielerin
- Gernig, Kerstin (* 1964), deutsche Autorin
- Gerning, Johann Christian (1745–1802), Frankfurter Handelsmann, Bankier und Sammler
- Gerning, Johann Isaak von (1767–1837), deutscher Schriftsteller, Sammler und Diplomat
- Gernitz, Tim, deutscher Musiker, Songschreiber, Videoproduzent und Bühnen-Coach

### Gernl
- Gernler, Johann Heinrich (1727–1764), Schweizer Historiker
- Gernler, Lukas (1625–1675), Schweizer Theologe, Hochschullehrer und Antistes am Basler Münster

### Gerno
- Gernot von Fulda († 1165), Abt im Kloster Fulda
- Gernot, genannt Irrmut (1280–1340), Patrizier
- Gernot, Heinz (1921–2009), deutscher Künstler und Bildhauer
- Gernot, Herbert (1895–1952), deutscher Schauspieler, Spielleiter und Synchronsprecher
- Gernot, Viktor (* 1965), österreichischer Kabarettist, Schauspieler, Fernsehmoderator und SängerViktor Gernot (* 1965)

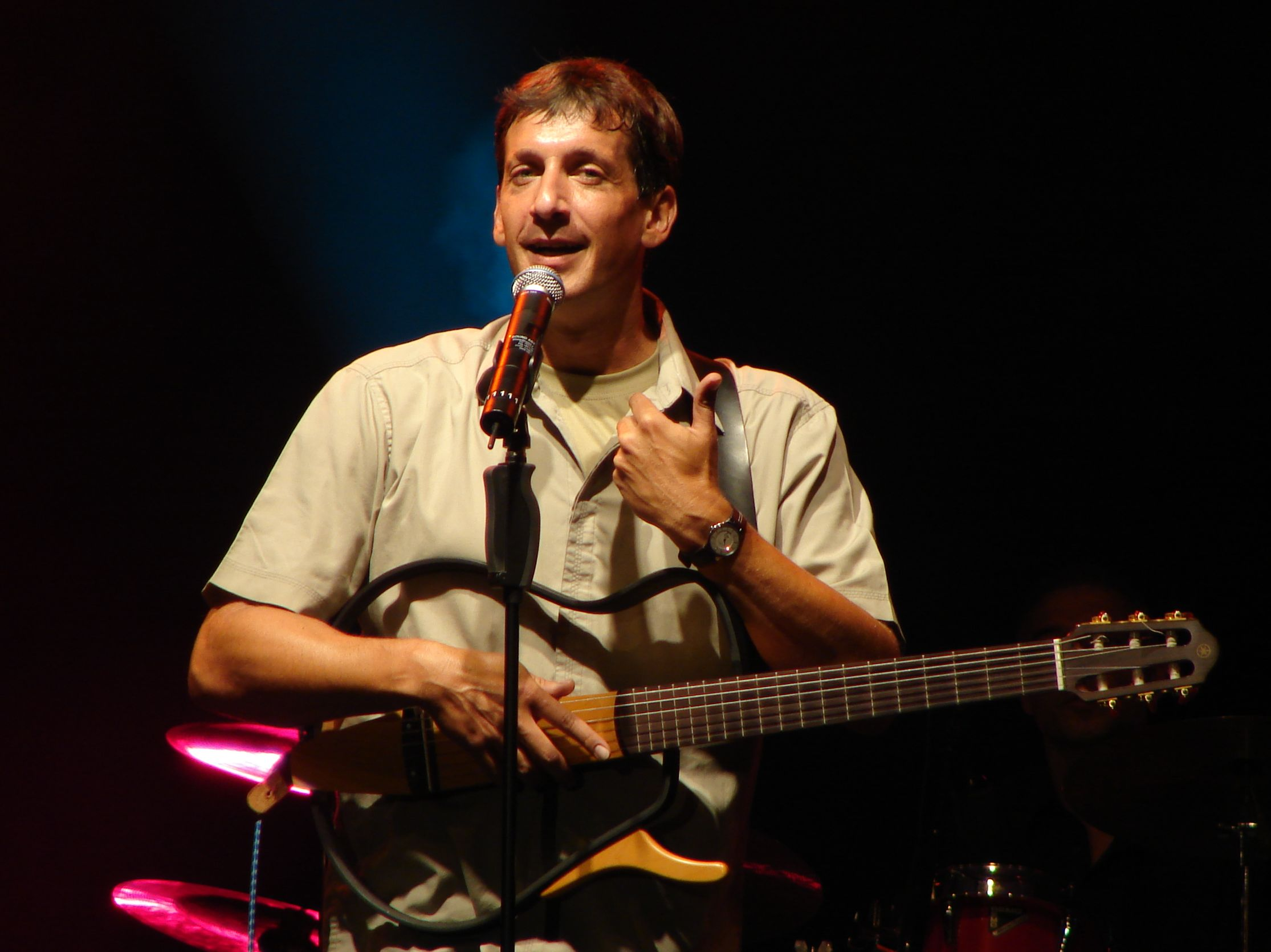
Viktor Gernot (* 1965)

### Gernr
- Gernreich, Rudi (1922–1985), österreichisch-US-amerikanischer Modedesigner und Schwulenaktivist

### Gerns
- Gerns, Heinrich (1892–1963), deutscher Politiker (DNVP, CDU), MdR, MdB
- Gerns, Willi (1930–2021), deutscher DKP-Funktionär
- Gernsback, Hugo (1884–1967), luxemburgisch-amerikanischer Verleger und Science-Fiction-Autor
- Gernsheim, Friedrich (1839–1916), deutscher Pianist, Dirigent und Komponist der Spätromantik
- Gernsheim, Helmut (1913–1995), deutscher Fotograf, Fotografiehistoriker und Sammler
- Gernsheim, Walter (1909–2006), deutsch-britischer Kunsthistoriker
- Gernstl, Franz Xaver (* 1951), deutscher Dokumentarfilmer und Produzent

### Gernt
- Gerntke, Axel (* 1964), deutscher Politiker (Die Linke), MdL
- Gerntke, Max (1895–1964), deutscher Architekt, Künstler und Designer

### Gerny
- Gerny, Hans (1937–2021), christkatholischer Bischof der Schweiz (1986–2001)